# ۴۶۲ (میلادی)
۴۶۲ (میلادی) چهارصد و شصت و دومین سال تقویم میلادی است.

## درگذشتگان
‎